# نوتر-دام-دو-نورد، کبک
نوتر-دام-دو-نورد (به فرانسوی: Notre-Dame-du-Nord) شهری در منطقه شهری تمیسکامنگ ناحیه آبیتیبی-تمیسکامنگ در استان کبک کانادا است. در سرشماری سال ۲۰۱۱ این شهر ۱٬۰۶۸ نفر جمعیت داشته‌است و مساحت آن ۱۰۳٫۶ کیلومتر مربع است.